# Nigrolamia
Nigrolamia is een kevergeslacht uit de familie van de boktorren (Cerambycidae). De wetenschappelijke naam van het geslacht werd voor het eerst geldig gepubliceerd in 1959 door Dillon & Dillon.

## Soorten
Nigrolamia omvat de volgende soorten:
- Nigrolamia borussa (Jordan, 1903)
- Nigrolamia farinosa (Bates, 1884)
- Nigrolamia ogowensis Dillon & Dillon, 1959